# Liste der Wappen in Coburg
Die Liste der Wappen in Coburg zeigt die Wappen in der bayerischen Stadt Coburg.

## Coburg

Stadt Coburg In Gold ein schwarzer Mohrenkopf mit goldenem Ohrring.
Stadt Coburg Coburger Stadtwappen während der NS-Diktatur von 1934 bis 1945 mit Hakenkreuz im Schwertknauf

## Ehemalige Gemeinden mit eigenem Wappen

Gemeinde Creidlitz In Schwarz schräg gekreuzt ein goldenes Schwert und ein goldener Schlüssel, darunter ein silbernes Hufeisen.
Gemeinde Scheuerfeld Gespalten von Gold und Blau; vorne ein schwarzer Kelch mit Deckel, hinten eine silberne Lilie.

- Gemeinde
Creidlitz
In Schwarz schräg gekreuzt ein goldenes Schwert und ein goldener Schlüssel, darunter ein silbernes Hufeisen.[1]
- Gemeinde
Scheuerfeld
Gespalten von Gold und Blau; vorne ein schwarzer Kelch mit Deckel, hinten eine silberne Lilie.[2]